# Веселинівська сільська рада
| Веселинівська сільська рада — колишній орган місцевого самоврядування у Баришівському районі Київської області з адміністративним центром у с. Веселинівка. Історична дата утворення: в 1946 році. Водоймища на території, підпорядкованій даній раді: річка Альта. Сільській раді були підпорядковані населені пункти: - с. Веселинівка |

## Склад ради
Рада складалася з 16 депутатів та голови.

### Керівний склад ради
| ПІБ                     | Основні відомості                                                 | Дата обрання | Дата звільнення |
| ----------------------- | ----------------------------------------------------------------- | ------------ | --------------- |
| Хасуєв Руслан Татайович | Сільський голова, 1952 року народження, освіта, безпартійний      | 26.03.2006   | 31.10.2010      |
| Хасуєв Руслан Татаєвич  | Сільський голова, 1952 року народження, освіта вища, безпартійний | 31.10.2010   |                 |

Примітка: таблиця складена за даними джерела

## Населення
Згідно з переписом УРСР 1989 року чисельність наявного населення сільської ради становила 1715 осіб, з яких 720 чоловіків та 995 жінок.
За переписом населення України 2001 року в сільській раді мешкали 1332 особи.

### Мова
Розподіл населення за рідною мовою за даними перепису 2001 року:
| Мова       | Відсоток |
| ---------- | -------- |
| українська | 98,07 %  |
| російська  | 1,50 %   |
| білоруська | 0,14 %   |
| вірменська | 0,07 %   |
| молдовська | 0,07 %   |